# 霍斯特·泽霍费尔

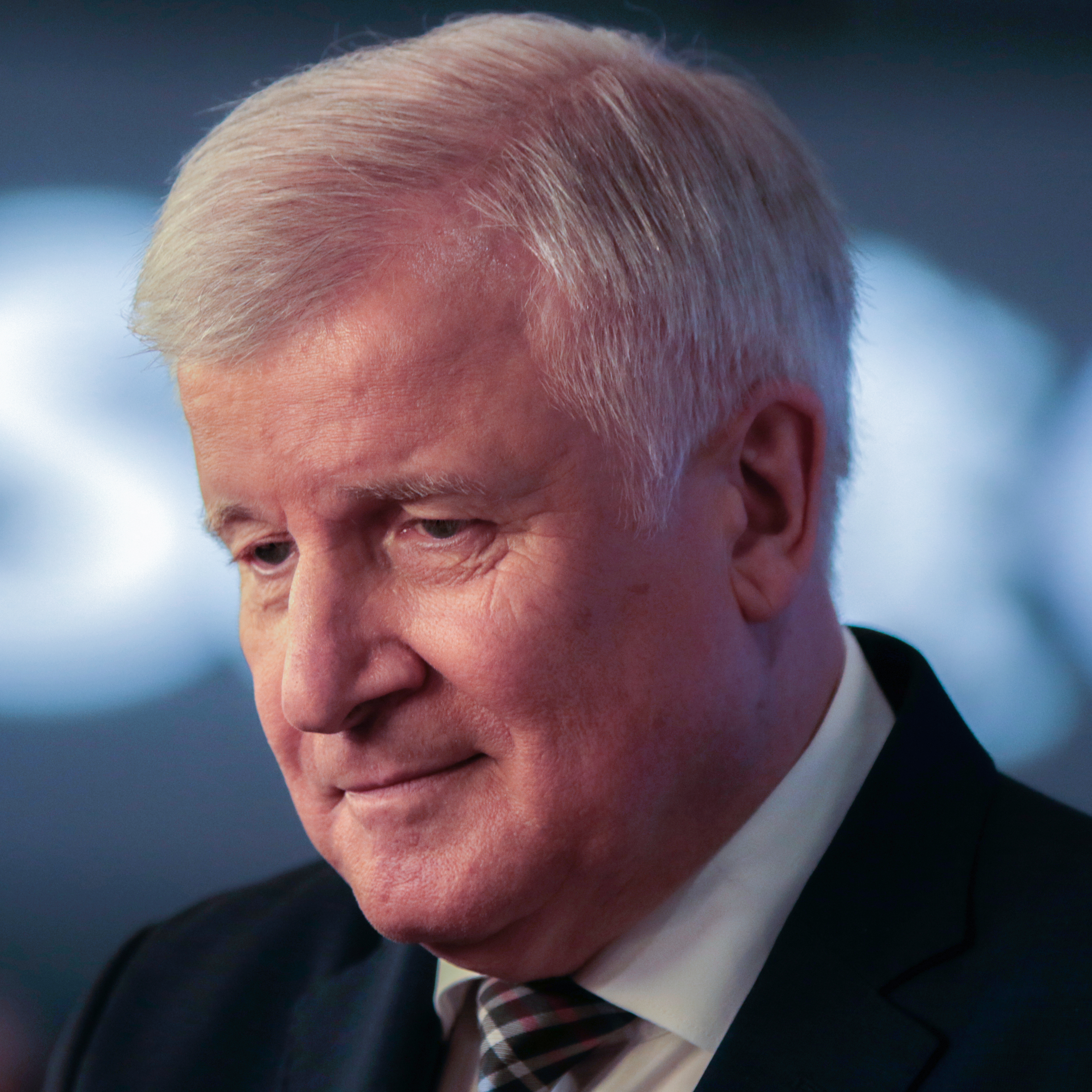

霍斯特·洛伦茨·泽霍费尔（德語：Horst Lorenz Seehofer；1949年7月4日—），德国政治人物，前德國聯邦内政部部长。1992年至1998年，担任德国联邦卫生部部长。2008年至2019年1月19日，担任拜仁基督教社会联盟主席。2008年10月至2018年3月13日，担任巴伐利亚州州长。他出生于英戈尔施塔特，信仰天主教。

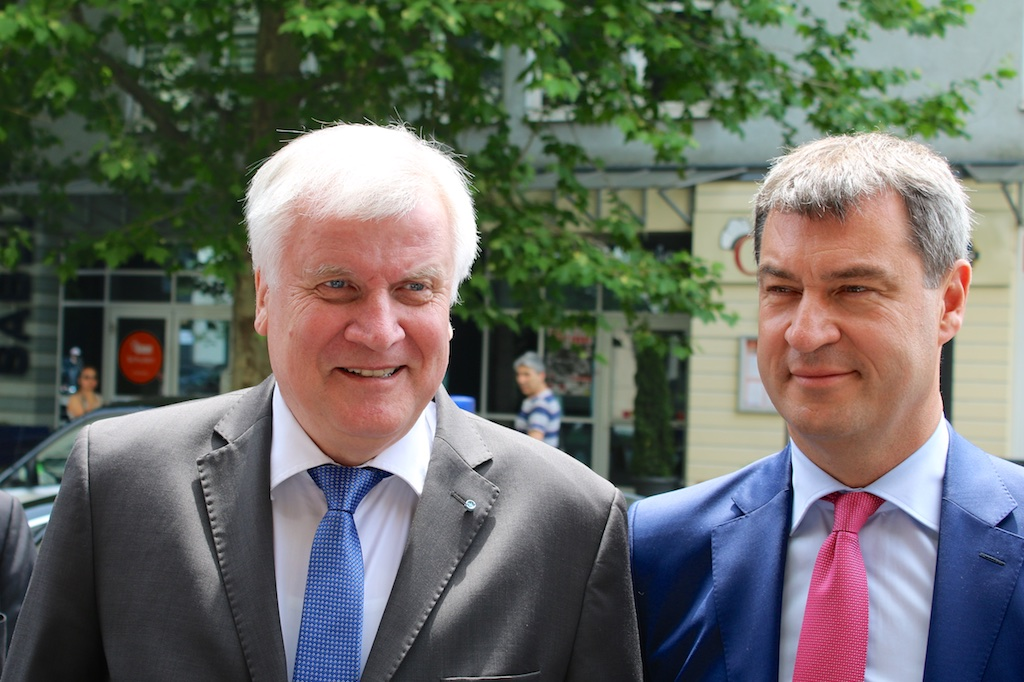
霍斯特·泽霍费尔和马库斯·泽德